# محمودوو
محمودوو (به لاتین: Makhmutovo) یک منطقهٔ مسکونی در روسیه است که در باشقیرستان واقع شده‌است.